# Дерван

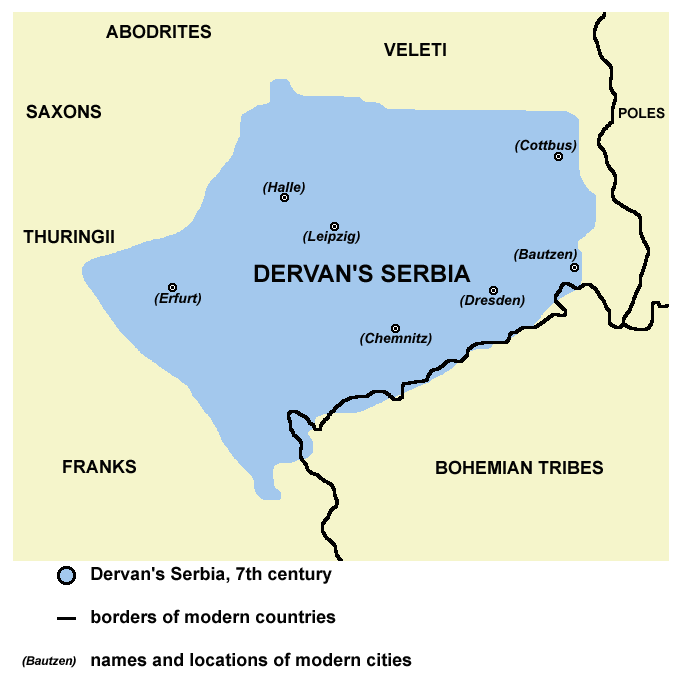

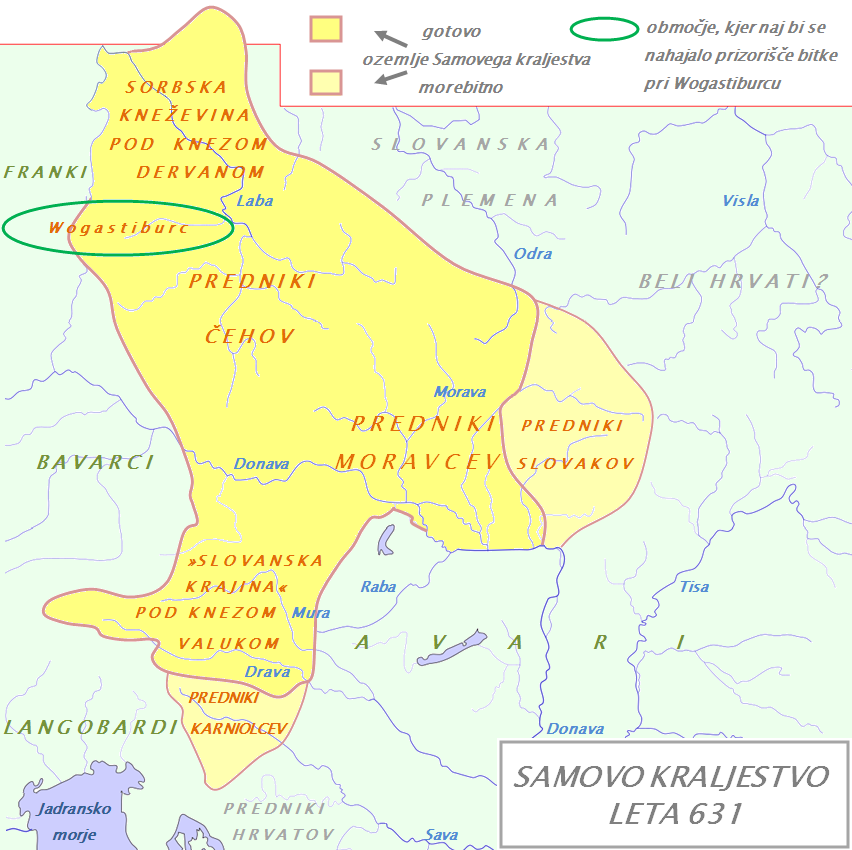
Сорбские владения под властью Дервана, как часть Государства Само в 631 году.

 Дерван  (лат. Dervanus, серб. Дерван; погиб в 636) — один из первых князей сорбов и всего союза Лужичан.

## Биография
Дерван упоминается Фредегаром в его хронике как «правитель народа сербов [то есть сорбов] из славян» (лат. «dux gente Surbiorum que ex genere Sclavinorum»). Он — первый глава племени с именем, сохранившимся до наших дней. Фредегар писал, что Дерван подчинялся франкам в течение длительного времени, а затем присоединился к славянскому союзу Само.
После поражения короля франков Дагоберта I от короля славян Само вблизи Вогастибурга в 631 году (в других источниках — 632 год), Дерван провозгласил независимость своих владений от франков, сделав их частью государства Само.
Дерван примкнул к Само в его последующих войнах против франков. Далее из рукописей Фредегара следует, что Дерван и его люди жили к востоку от саксонского Зале. Упоминание Дервана в 631/632 году — также первое письменное подтверждение присутствия славян к северу от Рудных гор.
Он продолжил бороться против франков в 631—634 годах и в 636 году потерпел поражение от тюрингского герцога Радульфа в одной из битв.